# 채링크로스역 (철도역)

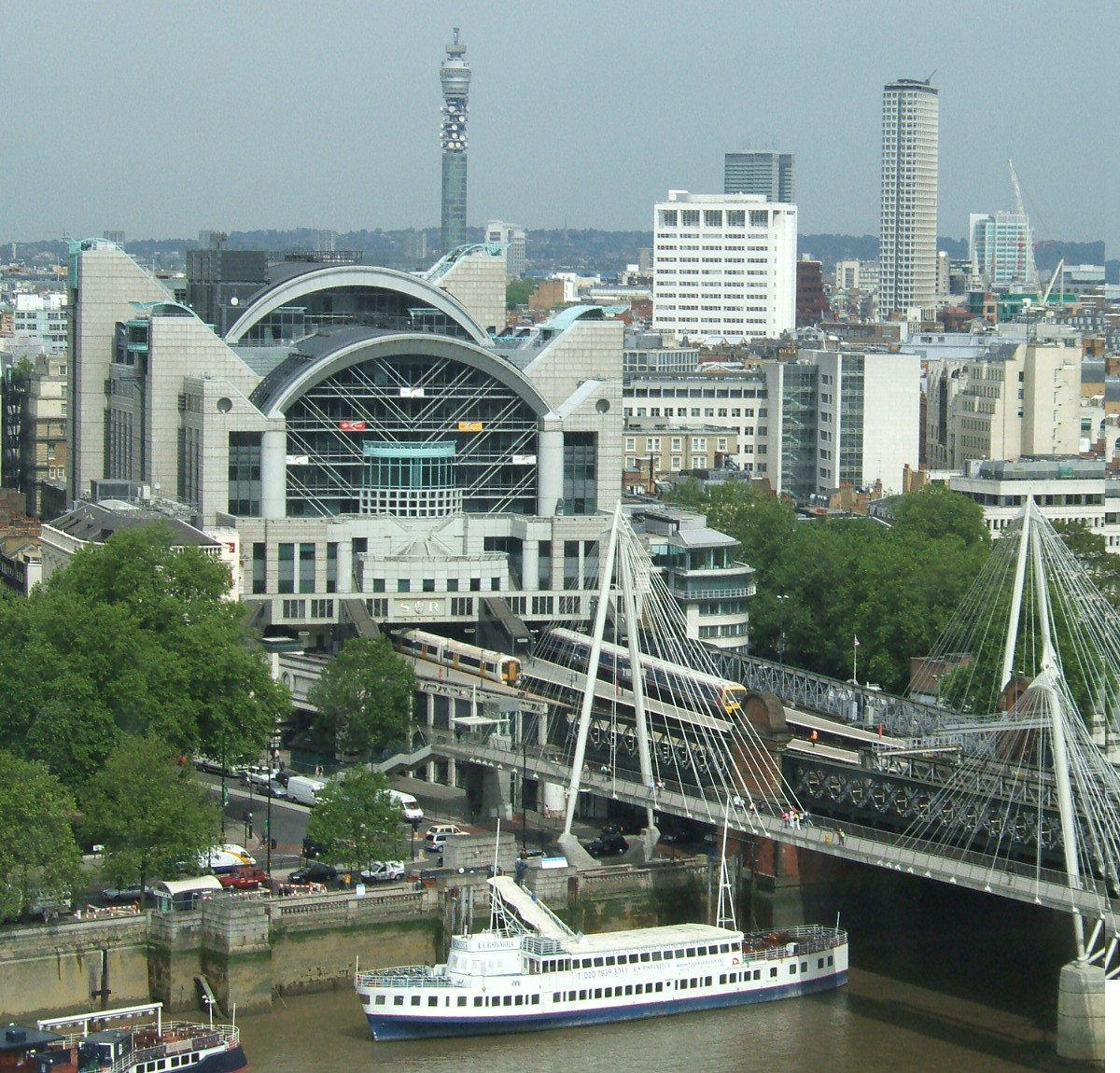
채링크로스 역

채링크로스역(영어: Charing Cross railway station)은 런던 중심부의 철도 터미널이다. 다른 런던의 종착역과는 달리, 워털루 역과 런던브리지 역 2개의 터미널과 연결하고있다. 런던에서 5 번째로 큰 철도 터미널이다. 역명은 런던 중심부의 교차로 채링크로스에서 유래한다.